# Saint-Barnabé
 Saint-Barnabé  (en bretón Sant-Barnev) es una población y comuna francesa, situada en la región de Bretaña, departamento de Côtes-d'Armor, en el distrito de Saint-Brieuc y cantón de La Chèze.

## Demografía
| 1133 | 1065 | 1118 | 1076 | 981 | 1054 | 973 | 972 | 940 | 931 | 976 | 759 | 1005 | 1025 | 1058 | 1067 | 1083 | 1073 | 1052 | 1092 | 1027 | 1002 | 975 | 925 | 964 | 931 | 922 | 877 | 948 | 1249 | 1459 | 1341 | 1263 |
| Para los censos de 1962 a 1999 la población legal corresponde a la población sin duplicidades (Fuente: INSEE [Consultar]) |      |      |      |     |      |     |     |     |     |     |     |      |      |      |      |      |      |      |      |      |      |     |     |     |     |     |     |     |      |      |      |      |